# Kirchberg, Luxemburg
Kirchberg este un cartier din Luxemburg. Este un platou situat la est de centrul orașului.
Printre cele mai importante funcții ale sale, se află cea de gazdă a unor instituții ale Uniunii Europene, printre care și Curtea Europeană de Justiție, părți ale Comisiei Europene, Secretariatul Parlamentului European, Eurostat, Banca Europeană de Investiții și Școala Europeană din Luxemburg.
Pe platou se află de asemenea câteva zone rezidențiale, precum și d'Coque Centre National Sportif & Culturel, un complex care include Piscina Olimpică.